# Atomorpha banghaasi
Atomorpha banghaasi är en fjärilsart som beskrevs av Abel Dufrane. Atomorpha banghaasi ingår i släktet Atomorpha och familjen mätare. Inga underarter finns listade i Catalogue of Life.